# Кубок Ісландії з футболу 2013
Кубок Ісландії з футболу 2013 — 54-й розіграш кубкового футбольного турніру в Ісландії. Переможцем ввосьме став Фрам.

## Календар
| Раунд        | Дата              | Матчі | Клуби   |
| ------------ | ----------------- | ----- | ------- |
| Перший раунд | 1-4 травня 2013   | 20    | 72 → 52 |
| Другий раунд | 10-14 травня 2013 | 20    | 52 → 32 |
| 1/16 фіналу  | 29-30 травня 2013 | 16    | 32 → 16 |
| 1/8 фіналу   | 13-20 червня 2013 | 8     | 16 → 8  |
| Чвертьфінали | 7-8 липня 2013    | 4     | 8 → 4   |
| Півфінали    | 1-4 серпня 2013   | 2     | 4 → 2   |
| Фінал        | 17 серпня 2013    | 1     | 2 → 1   |

## Регламент
У перших двох раундах брали участь команди з нижчих дивізіонів та аматори. Клуби Урвалсдейлду стартували з 1/16 фіналу.

## 1/8 фіналу
| Команда 1                | Рахунок      | Команда 2       |
| ------------------------ | ------------ | --------------- |
| 13 червня 2013           |              |                 |
| Болунгарвік (2)          | 0:1          | Вестманнаейя    |
| 19 червня 2013           |              |                 |
| Гротта (3)               | 3:2          | Магні (4)       |
| Сіндрі (3)               | 0:3          | Фількір         |
| Вікінгур (Рейк'явік) (2) | 2:1          | Тіндастолль (2) |
| Лейкнір (Рейк'явік) (2)  | 0:3          | КР              |
| Вікінгур (Оулафсвік)     | 1:1 пен. 4:5 | Фрам            |
| 20 червня 2013           |              |                 |
| Акранес                  | 0:3 дч       | Брєйдаблік      |
| Стьярнан                 | 3:1          | Гапнарфйордур   |

## Чвертьфінали
| Команда 1                | Рахунок | Команда 2  |
| ------------------------ | ------- | ---------- |
| 7 липня 2013             |         |            |
| Вестманнаейя             | 0:3     | КР         |
| Фількір                  | 2:3 дч  | Стьярнан   |
| Вікінгур (Рейк'явік) (2) | 1:5     | Брєйдаблік |
| 8 липня 2013             |         |            |
| Гротта (3)               | 1:2 дч  | Фрам       |

## Півфінали
| Команда 1     | Рахунок | Команда 2  |
| ------------- | ------- | ---------- |
| 1 серпня 2013 |         |            |
| Стьярнан      | 2:1 дч  | КР         |
| 4 серпня 2013 |         |            |
| Фрам          | 2:1     | Брєйдаблік |

## Фінал
| 17 серпня 2013 19:00 (EEST) |

| Фрам                               | 3:3 дч   | Стьярнан                           |
| ---------------------------------- | -------- | ---------------------------------- |
| Фрідйонссон 53' Ормарссон 64', 88' | Протокол | Бйорнссон 5' (пен.) Гуннарссон 39' |

| Лаугардалсволлур, Рейк'явік Глядачів: 4 318 Арбітр: Крістінн Якобссон |

|                                          |     | Пенальті                                 |  |
| Фрідйонссон · Хьюсон · Голсмен · Лоувінг | 3:1 | Фінсен · Йоханссон · Бйорнссон · Йонссон |  |